# Брајан Томпсон
Брајан Ерл Томпсон (енгл. Brian Earl Thompson; Еленсбург, Вашингтон, 28. август 1959), амерички је филмски и телевизијски глумац.